# Selva Lacandona

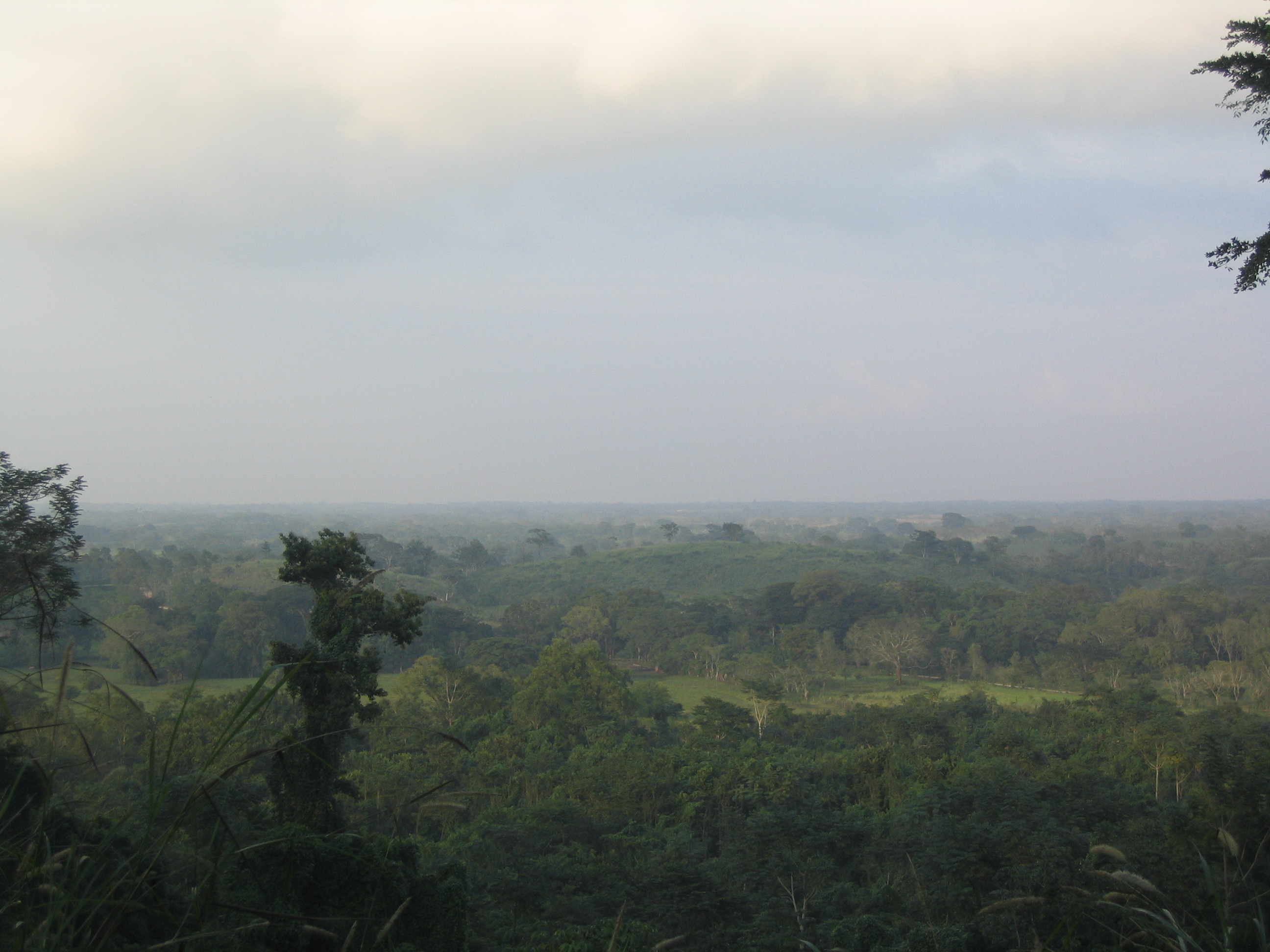
Vista da Selva Lacandona.

A Selva Lacandona, é uma selva situada no leste do estado mexicano de Chiapas, na região aproximadamente delimitada por 16°05' – 17°45' N e 90°25' – 91°45' O, entre os rios Usumacinta, Perlas e Lacantún. Aqui vive o povo maia lacandão.
Em 2002 estimava-se que dois terços da área da Selva Lacandona haviam sido desflorestados.